# Franciszek Neuhauser

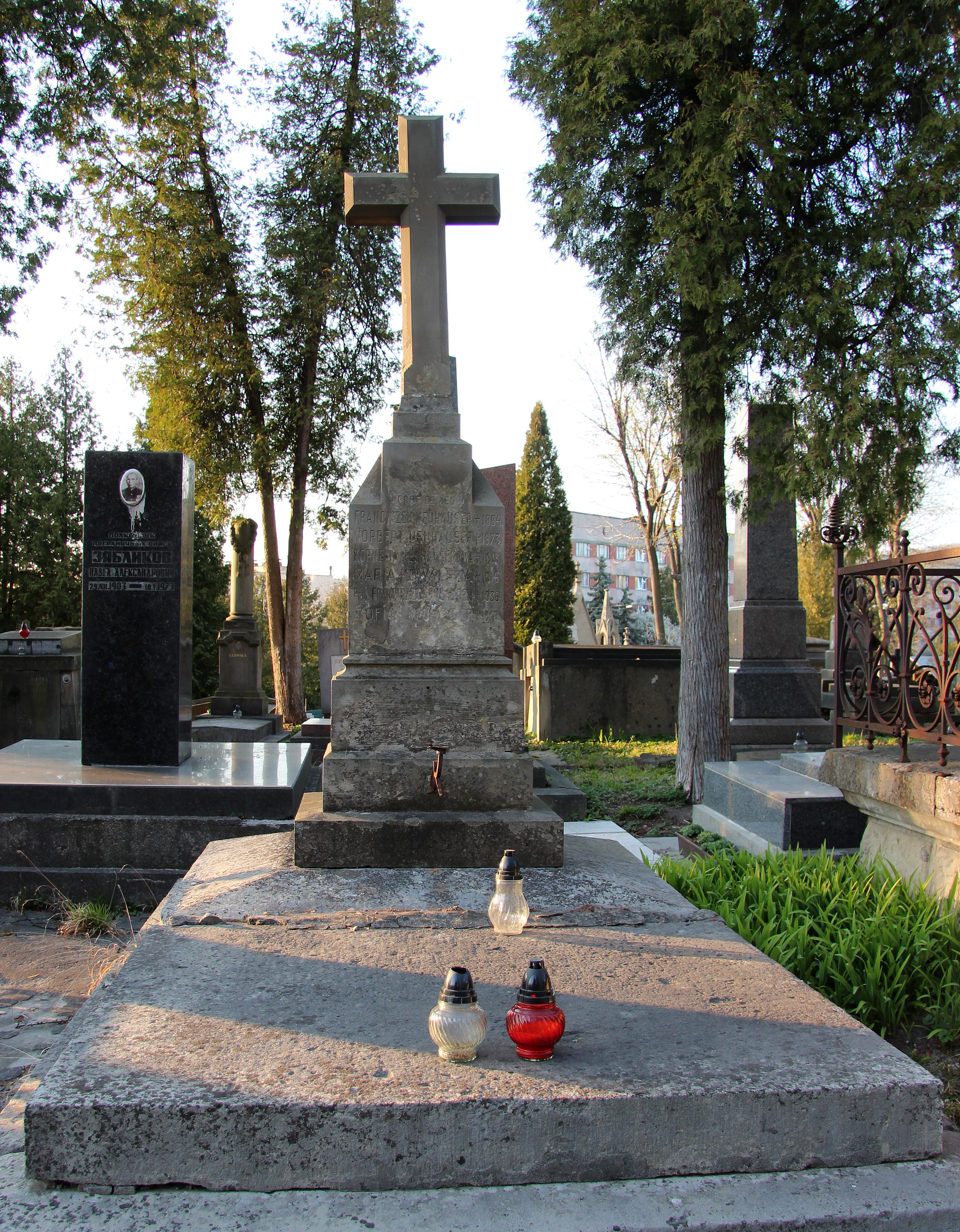

Franciszek Neuhauser (ur. 18 maja 1861 we Lwowie, zm. 11 grudnia 1936 tamże) – polski pianista i kompozytor. 

## Życiorys
Syn Franciszka – lwowskiego lekarza i Kornelii (nauczycielki gry na fortepianie). Po maturze w III Gimnazjum we Lwowie wyjechał na studia muzyczne do Grazu. Pobierał też nauki kompozycji u Karola Mikulego. W latach 1888–1893 uczy w prywatnej szkole muzycznej Mikulich. W latach 1892–1894 koncertował (w Austrii i Niemczech), m.in. akompaniował do występów austriackiego skrzypka wirtuoza – Fritza Kreislera.
Od roku 1894 na stałe we Lwowie. Wykładał w Konserwatorium Muzycznym Galicyjskiego Towarzystwa Muzycznego (fortepian i teorię muzyki). Był także kierownikiem artystycznym Filharmonii Lwowskiej. Twórczość kompozytorska Neuhausera obejmuje pieśni solowe z towarzyszeniem fortepianu (m.in. „Mirt czy róża”, „Na dobranoc”), walce, mazurki oraz transkrypcje fortepianowe. Oprócz działalności artystycznej zajmował się krytyką muzyczną, zamieszczając artykuły na łamach lwowskich dzienników („Gazeta Narodowa”, „Przegląd”, „Słowo Polskie”, „Gazeta Lwowska”, „Wiek Nowy”, „Gazeta Poranna”, „Dziennik Polski”). 
Był wieloletnim prezesem Związku Recenzentów Muzycznych we Lwowie. Prowadził we Lwowie skład fortepianów (przy ul. Batorego 11). 
Franciszek Neuhauser zmarł w roku 1936. Został pochowany został na Cmentarzu Łyczakowskim we Lwowie.

## Życie prywatne
Był wnukiem Franciszka de Paula Neuhausera – profesora Wydziału Medycznego Uniwersytetu Jagiellońskiego (i Rektora UJ w latach 1811–1812) i profesora Uniwersytetu Lwowskiego.

## Ordery i odznaczenia
- Złoty Krzyż Zasługi (9 listopada 1932)[7]